# Ove Sprogøe

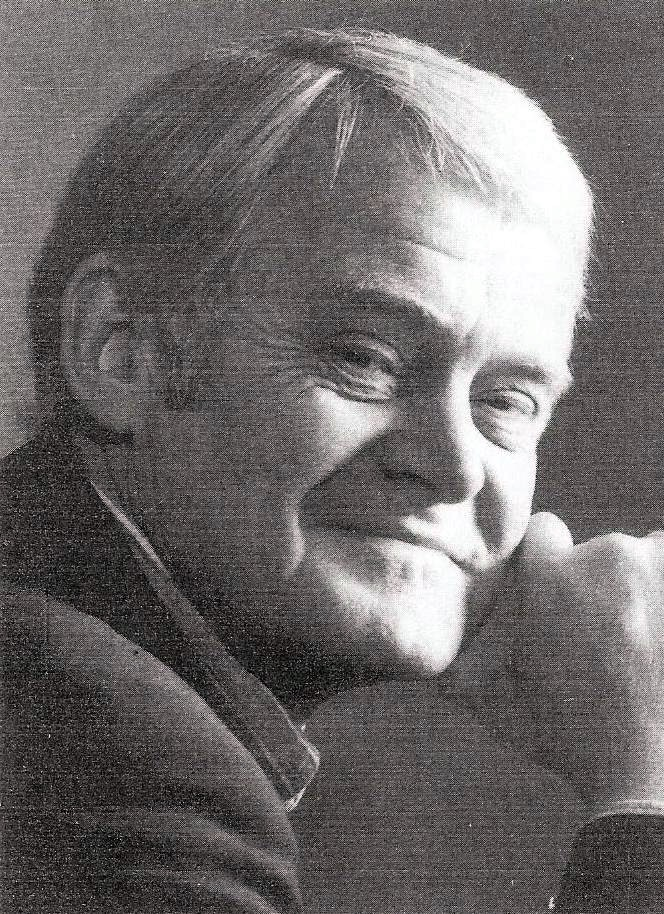
Ove Sprogøe (um 1988)

Ove Sprogøe, eigentlich Ove Wendelboe Sprogøe Petersen, (* 21. Dezember 1919 in Odense; † 14. September 2004 in Tårnby auf Amager) war ein dänischer Schauspieler. International bekannt wurde er durch seine Rolle des Egon Olsen in 14 Olsenbande-Filmen.

## Leben und Wirken
Ove Sprogøe wurde 1919 als Sohn des Buchdruckers Hans Arthur Sprogøe Petersen (1884–1967) und seiner Frau Inger Marie Lund (1888–1959) geboren. Seit Ende der 1920er-Jahre lebte die Familie in Kopenhagen. Im Jahr 1945 heiratete er Eva Rasmussen (* 19. April 1922). Zunächst arbeitete er als Büroangestellter und nahm private Schauspielstunden. Zweimal versuchte er vergeblich, an der Schauspielschule des Königlichen Theaters in Kopenhagen angenommen zu werden. 1944 bestand er die Aufnahmeprüfung an der Schauspielschule des Folketeatret, einem Kopenhagener Privattheater, und begann dort seine Schauspielausbildung. Sprogøe debütierte 1945 auf der Bühne und 1946 im Film. Neben zahlreichen großen Theaterrollen wurde Sprogøe beim Film bis in die 1970er-Jahre vor allem als Komödiendarsteller bekannt. Dazu gehören auch die 14 Olsenbandenfilme (1968–1981 und 1998) an der Seite von Morten Grunwald und Poul Bundgaard. In der Fernsehserie Die Leute von Korsbaek spielte er zudem den Arzt Louis Hansen.
Ove Sprogøe spielte in 166 Kino- und Fernsehfilmen mit und gilt damit bis heute als der produktivste dänische Filmschauspieler. Er wurde viermal mit dem dänischen Filmpreis Bodil geehrt (1956 als bester Darsteller in På tro og love, 1972 als bester Hauptdarsteller in Den forsvundne fuldmægtig, 1975 als bester Hauptdarsteller in Der voraussichtlich letzte Streich der Olsenbande und 1999 für sein Lebenswerk). Zudem war er ein angesehener Theaterschauspieler, der in etwa 150 Rollen zu sehen und etwa 50 Jahre lang am Folketeatret engagiert war sowie auf vielen anderen Kopenhagener Bühnen Gastrollen spielte. Gelegentlich trat er auch als Sänger auf, 1966 hatte er in Dänemark einen Hit mit dem Titel Fandens oldemor. Als seine „einzige seriöse Schallplatte“ bezeichnete er Det er så sundt (1982). Für das DDR-Fernsehen fungierte er im Jahr 1982 im Rahmen der Wiederholung aller bis dato erschienenen Olsenbande-Filme als Ansager, wobei er mit dänischem Akzent auf Deutsch sprach.
Sprogøe spielte in vielen Fernsehserien (unter anderem Oh, diese Mieter, Die Leute von Korsbaek, Privatdetektiv Anthonsen), synchronisierte Zeichentrickfilme (unter anderem Asterix, Pinocchio, Cinderella, Susi und Strolch) und sprach Hörspiele ein (unter anderem Der Hobbit).
Im Jahr 1998 zog er sich mit dem 14. und letzten Olsenbandenfilm (Der wirklich allerletzte Streich der Olsenbande) endgültig aus der Filmbranche zurück. Zu dieser Zeit war er schon gesundheitlich mit Herzproblemen angeschlagen.
Seine letzten Lebensjahre verbrachte Sprogøe zurückgezogen in seinem Haus im Kopenhagener Vorort Kastrup. Er starb am 14. September 2004 im Alter von 84 Jahren in einem Pflegeheim auf Amager, in das er erst wenige Wochen zuvor wegen seiner fortschreitenden Gichterkrankung einziehen musste. Ove Sprogøe, der stets auf die Privatsphäre seiner Familie bedacht war und als äußerst bescheiden galt, wurde auf eigenen Wunsch im engsten Familienkreis in einem anonymen Grab auf dem Søndermark-Kirkegård in Frederiksberg beigesetzt. Seine Frau Eva war kurz zuvor am 20. August 2004 gestorben. Ove Sprogøe hinterließ drei Söhne, von denen ein Sohn, Henning Sprogøe, ebenfalls als Schauspieler tätig ist. Zwei seiner Enkel sind ebenfalls in der Filmbranche aktiv; Mathias Sprogøe Fletting ist Schauspieler und Johannes Sprogøe Fletting ist Kameramann.
Ungewöhnlich erscheint für einen so populären Schauspieler auch die Tatsache, dass er laut eigener Aussage nie im Besitz eines Fernsehgerätes war.

## Ehrungen
Auf Initiative von Gefängniswärtern des Kopenhagener Staatsgefängnis Vridsløselille sollte die zum Gefängnis führende Straße, auf der Egon Olsen zu Beginn der meisten Olsenbande-Filme das Gefängnis verlässt, zur Erinnerung an Ove Sprogøe in Egon-Olsens-Allé umbenannt werden. Diesem Wunsch kam die Stadt Kopenhagen entgegen und benannte am 21. Dezember 2004, Sprogøes 85. Geburtstag, einen Teil der Straße vor dem Vridsløse-Staatsgefängnis in „Egon Olsens Vej“ (Egon-Olsen-Weg) um. Der Rest der Straße bis zum Gefängnis heißt weiterhin Fængselsvej (Gefängnisweg).
Am 25. Oktober 2005 wurde in Odense, der Geburtsstadt Ove Sprogøes, ein Platz in Ove Sprogøes Plads umbenannt. Seit 2006 wird ihm zu Ehren alljährlich der Ove-Sprogøe-Preis (dänisch Ove Sprogøe Prisen) als dänischer Kulturpreis für außergewöhnliche Leistungen, bzw. Präsentationen in Theater, Film oder Fernsehen verliehen. Dieser Preis wurde gestiftet von Nordisk Film und Morten Grunwald und ist mit einem Preisgeld in Höhe von 30.000 Kronen verbunden.

## Filmografie (Auswahl)
- 1946: Hans store aften
- 1953: Vater und seine Vier (Far til fire)
- 1957: Sei lieb zu mir (Ingen tid til kærtegn)
- 1959: Einesteils der Liebe wegen (Poeten og Lillemor)
- 1960: Verliebt in Kopenhagen (Forelsket i København)
- 1960: Baronesse (Baronessen fra benzintanken)
- 1962: Journey to the Seventh Planet
- 1962: Das tosende Paradies (Det tossede paradis)
- 1963: Das tosende Himmelbett (Pigen og pressefotografen)
- 1963: Fräulein unberührt (Frøken Nitouche)
- 1964: Blindgänger vom Dienst (Majorens oppasser)
- 1964: Sommer i Tyrol
- 1965: Die Flottenpflaume (Flådens friske fyre)
- 1965: 39 Seemänner und ein Mädchen (Een pige og 39 sømænd)
- 1965: Pack den Playboy in den Schrank (Pigen og millionæren)
- 1965: Kaliber 7,65 – Diebesgrüße aus Kopenhagen / Hau’ ihn zuerst, Freddy! (Slå først, Frede)
- 1966: Slap af, Frede!
- 1966: Der Bettelprinz (Der var engang)
- 1966: Zieh’ dich an, Komtesse (Pigen og greven)
- 1967: Martha
- 1967: Die Ferien meiner Frau (Min kones ferie)
- 1967: Vergiß nicht, deine Frau zu küssen (Elsk din næste)
- 1968–1998: Olsenbanden-Serie (14 Filme)
- 1968: Kompanie, stillgestanden (Soldaterkammerater på bjørnetjeneste)
- 1969: De fem og spionerne
- 1969: Die Mädchen vom Eichenhof (Pigen fra Egborg)
- 1970: 5 Freunde in der Tinte (De fem i fedtefadet)
- 1970: Hilfssheriff Billie pfeift kein Halleluja / Vier aus Texas (Præriens skrappe drenge)
- 1970: Ballade på Christianshavn
- 1970: Rend mig i revolutionen
- 1970–1977: Oh, diese Mieter (Huset på Christianshavn) (Fernsehserie)
- 1972: Hey, Lenin, wir dreh'n ein Ding! (Lenin, din gavtyv)
- 1978: You Are Not Alone (Du er ikke alene)
- 1978–1981: Die Leute von Korsbaek (Fernsehserie)
- 1983: Kurt und Valde – Ganoven mit Charme (Kurt og Valde)
- 1984: Kopenhagen – Mitten in der Nacht (Midt om natten)
- 1984: Privatdetektiv Anthonsen (Anthonsen)
- 1986: Mord im Dunkeln (Mord i mørket)
- 1992: Krümel im Chaos (Krummerne 2 – Stakkels Krumme)
- 1992: Ich bin’s, Jasper (Det skaldede spøgelse)
- 1996: Charlot og Charlotte (Fernsehserie)

## Auszeichnungen
- 1956: Bodil in der Kategorie Bester Hauptdarsteller für På tro og love
- 1972: Bodil in der Kategorie Bester Hauptdarsteller für Den forsvundne fuldmægtig
- 1975: Bodil in der Kategorie Bester Hauptdarsteller für Der (voraussichtlich) letzte Streich der Olsenbande
- 1976: Teaterpokalen
- 1999: Bodil – Ehrenpreis Årets Sær für das Lebenswerk

## Deutsche Synchronsprecher
Ove Sprogøe hatte im deutschsprachigen Raum keinen Standardsprecher und wurde unter anderem von Gerd Martienzen, Wolf Rahtjen, Siegfried Schürenberg, Karl Heinz Oppel, Rolf Ludwig, Harry Wüstenhagen und Klaus Mertens synchronisiert. Besonders hervorzuheben ist dabei allerdings Karl Heinz Oppel, der Sprogøe in 12 von 14 Olsenbanden-Filmen seine Stimme lieh.

### Dänemark
- Jacob Wendt Jensen: Ove Sprogøe, People´s Press, 2010, ISBN 978-87-7055-875-4.
- JP/Politikens Forlagshus A/S: En fynsk vulkan – en hyldestbog til Ove Sprogøe, ISBN 87-567-7487-7.

### Deutschland
- Jacob Wendt Jensen: Mächtig gewaltig, Egon – Die Biografie von Ove Sprogøe, Berlin 2012, ISBN 978-3-360-02135-9.